# رمل لهلال (بوسكورة)
رمل لهلال هو دُوَّار يقع بجماعة بوسكورة، إقليم النواصر، جهة الدار البيضاء سطات في المملكة المغربية. ينتمي الدوّار لمشيخة أولاد بن اعمر لهوامي التي تضم دوارين. يقدر عدد سكانه بـ 1920 نسمة حسب الإحصاء الرسمي للسكان والسكنى لسنة 2004.
- وفيها يتواجد أقدم سوق أسبوعي مستمر إلى اليوم بمنطقة الدار البيضاء ونواحيها.

## روابط خارجية
- البوابة الوطنية للجماعات الترابية نسخة محفوظة 12 مارس 2018 على موقع واي باك مشين.
- المندوبية السامية للتخطيط